# Chris McKnight
Christopher Ryan "Chris" McKnight (Lancaster, Ohio, 19 de octubre de 1987) es un baloncestista estadounidense que actualmente se encuentra sin equipo. Con 2,01 metros de estatura, juega en la posición de alero. 

## Trayectoria deportiva

### Universidad
Jugó cuatro temporadas con los  Zips de la Universidad de Akron, en las que promedió 7,1 puntos, 3,3 rebotes y 0,8 asistencias por partido.

### Profesional
Tras no ser elegido en el Draft de la NBA de 2010, firmó su primer contrato profesional con el equipo sueco del Borås Basket, donde en su primera temporada promedió 15,5 puntos y 9,0 rebotes por partido. Jugó cuatro temporadas más, siendo la más destacada la 2013-14, en la que promedió 16,7 puntos y 9,3 rebotes por encuentro.
En junio de 2015 fichó por el Étoile de Charleville-Mézières de la Pro B francesa, donde jugó una temporada en la que promedió 15,9 puntos y 7,2 rebotes por partido. La temporada siguiente no dejó la Pro B, pero jugando con el Hermine de Nantes Atlantique, Disputó dos temporadas, promediando 11,8 puntos y 5,7 rebotes en la primera y 10,9 puntos y 6,1 rebotes en la segunda.
En agosto de 2018 fichó por el Elitzur Ashkelon de la Ligat Leumit, la segunda división israelí, pero solo disputó cuatro partidos, en los que promedió 18,3 puntos y 5,8 rebotes, regresando a la liga francesa para sustituir al lesionado Tyren Johnson, de baja haste al mes de febrero.